# Martha Coffin Wright
Martha Coffin Wright   (Boston, 25 de desembre de 1806 - Boston, 4 de gener de 1875) fou una feminista americana, abolicionista i signant de la Declaració de Seneca Falls, amiga íntima i partidària de Harriet Tubman.

## Biografia
Martha Coffin nasqué a Boston (MassachusettsI), el dia de Nadal del 1806, filla d'Anna Folger i Thomas Coffin, un comerciant i excapità de vaixell de Nantucket. Després que la família es mudés a Filadèlfia, Martha fou educada en escoles quàqueres. Era la menor de vuit fills. Quan tenia dos anys, es traslladaren a Filadèlfia i hi visqueren quinze anys. El seu pare va morir el 1815, a l'edat de quaranta-vuit anys, per una febre tifoide. Martha se n'anà al nord de l'estat de Nova York, i hi visqué molts anys. Més tard es va mudar, el novembre del 1827, a Aurora (comtat de Cayuga, Nova York). La germana major de Martha, Anna, fou una gran influència en la seua vida, i la va enviar a l'escola de l'internat de Westcott el 1821. Aquesta era l'escola a la qual uns altres tres germans havien assistit deu anys abans.

## Carrera

### Convenció de Sèneca Falls
La germana major de Martha, Lucretia Mott, era una eminent predicadora quàquera. Al juliol del 1848, visità la casa de Martha a Auburn (Nova York). En aquesta visita, Martha i Lucrecia es trobaren amb Elizabeth Cady Stanton a la casa de Jane Hunt i van organitzar una convenció a la següent Seneca Falls, per a discutir la necessitat d'ampliar els drets de les dones.

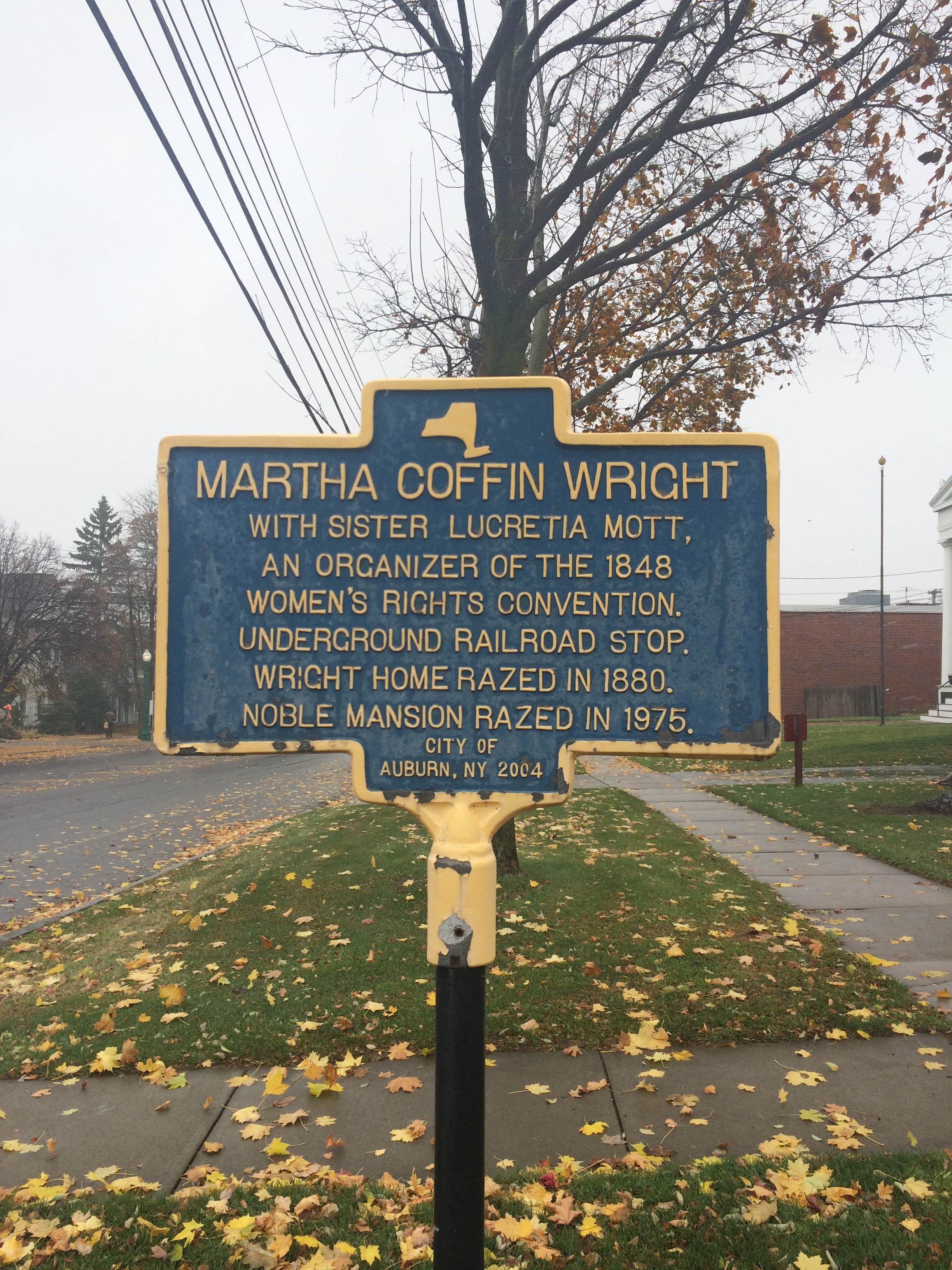
La placa de reconeixement a Martha Coffin Wright

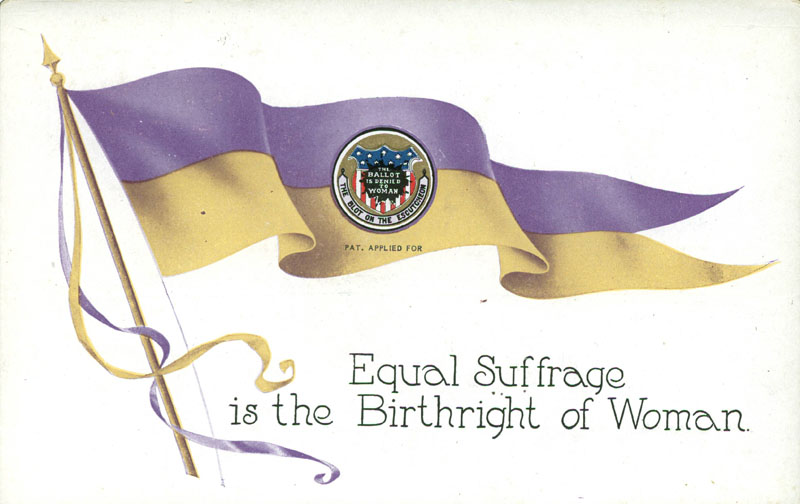
Associació Nacional pro Sufragi de les dones, 1910

La importància de la Convenció de Seneca Falls, la primera convenció sobre els drets de les dones, fou reconeguda pel Congrés el 1980 amb la creació del Parc Històric Nacional dels Drets de les dones. El Centre de visitants del Parc presenta hui un grup d'estàtues de bronze de grandària natural per a honorar les dones i homes que el 1848 començaren el moviment pels drets de les dones i el sufragi femení. La seua estàtua la mostra com estava llavors, visiblement embarassada. El 2005, el parc realitzà una exposició sobre la relació entre Lucrecia i Martha. El 2008, el parc feu una exposició centrada en Martha.

### Drets de les dones i abolicionisme
Després de la Convenció de Seneca Falls, Martha Coffin participà en convencions estatals i en les convencions nacionals anuals sobre els drets de les dones amb diversos càrrecs, sovint com a presidenta. També fou activista del moviment d'abolició. Els arguments a favor dels drets de les dones tenien molt en comú amb els arguments a favor de l'abolicionisme de l'esclavitud. Juntament amb la seua germana Lucrecia, Martha assistí a la reunió fundacional de la Societat Americana contra l'Esclavitud, a Filadèlfia, al 1833.

### Ferrocarril subterrani
La llar de Martha a Auburn, Nova York, formava part del Ferrocarril Subterrani, que albergava esclaus fugitius. Va ser amiga i partidària de Harriet Tubman. Martha i el seu espòs, David, influïren en el moviment per a abolir l'esclavitud, juntament amb els seus amics pròxims d'Auburn (Nova York), la família Seward. William H. Seward era llavors el governador electe del Senat de Nova York. L'esposa de Seward, Frances Adeline Seward, i la seua germana Lazette Worden s'interessaren en els treballs del moviment pels drets de les dones, però no hi participaren activament.

### Residència a Auburn, Nova Rork
El 1839 la família Wright es traslladà a Auburn (Nova York). La casa era molt gran i estava prop del Tribunal. Això fou clau per a la carrera del seu marit David com a advocat. La casa seria una peça clau per a allotjar els esclaus i figures importants feministes, com ara Frederick Douglass, William Lloyd Garrison, Elizabeth Cady Stanton, i Susan B. Anthony.

## Vida personal
El 1824, Martha es casà amb el capità Peter Pelham (1785-1826) de Kentucky i es traslladaren a un fort fronterer a la badia de Tampa (Florida). Van tenir una filla. Peter va morir el juliol del 1826, i deixà Martha vídua de dinou anys amb un fill petit. Es mudà al nord de l'estat de Nova York per a ensenyar pintura i escriptura en una escola quàquera per a xiquetes. Martha va tenir en total sis fills. Després de la mort del seu marit al 1826, conegué un home anomenat Julius Catlin. El 1829, es va casar amb David Wright, advocat i quàquer com Martha, nascut al comtat de Bucks.
La filla de Martha, Ellen Wright (1840-1931), fou una defensora dels drets de les dones, especialment del sufragi. El 1864, es casà amb William Lloyd Garrison, Jr. (1838-1909), un prominent defensor del moviment d'impostos únics de Henry George, del lliure comerç, del sufragi femení i de la derogació de la Llei d'Exclusió de la Xina. William era fill de l'abolicionista William Lloyd Garrison.
Martha Coffin Wright va morir el 4 de gener del 1875. Està enterrada al cementeri de Fort Hill d'Auburn (Nova York).

### Descendents
La neta de Martha, Eleanor Garrison (1880-1974), de la seua filla Ellen i el seu marit William, treballava per a l'Associació Nacional pro Sufragi de les Dones.

### Reconeixement
El 9 d'octubre del 2007 s'aprovà la resolució de la Cambra de Representants dels Estats Units 588, titulada «Reconeixent Martha Coffin Wright en el 200é aniversari del seu naixement i el seu ingrés al National Women's Hall of Fame».